# Советская кухня

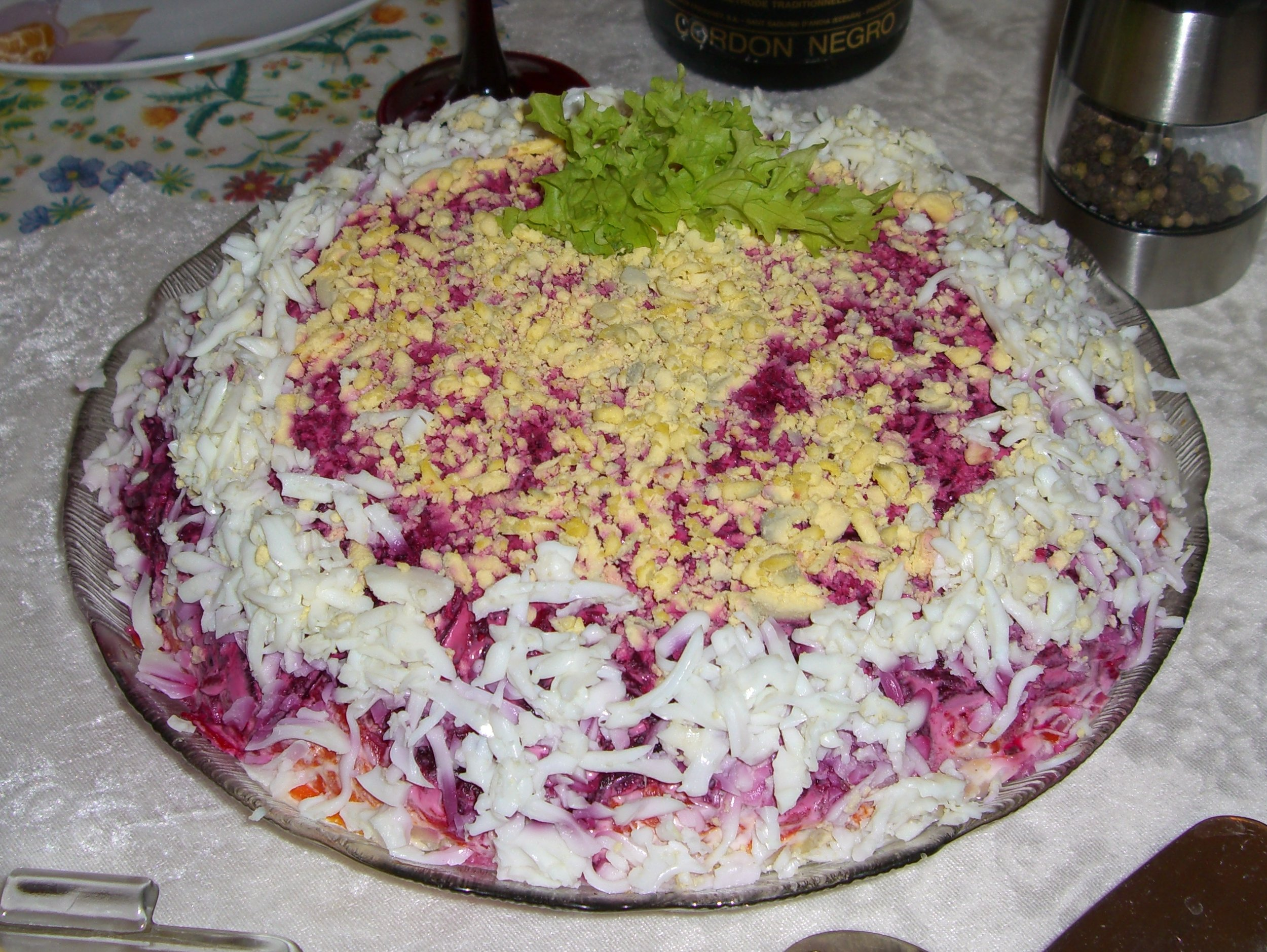
Сельдь под шубой — традиционное праздничное блюдо советских граждан

Сове́тская ку́хня — совокупность национальных кухонь республик Советского Союза, оказавших друг на друга определённое влияние с 1917 года до начала 1990-х. 
Была сформирована в конце 1920-х — первой половине 1930-х в процессе индустриализации страны. Начало периода обозначилось выходом в 1939 году первой большой кулинарной книги по советской кухне «О вкусной и здоровой пище».

## История
Была сформирована за счёт внутренней миграции в СССР различных народов за пределы традиционного региона проживания. Это происходило по причине высокой мобильности населения, поступления в вузы из всех уголков страны, всесоюзных строек, освоения труднодоступных земель Сибири, целинных земель Средней Азии, Дальнего Востока, Крайнего Севера и их ресурсов, распределения на работу после окончания вузов, депортации народов и так далее. Также к советской кухне можно отнести продукцию пищевой промышленности (консервы, полуфабрикаты, напитки), поскольку она составляла неотъемлемую часть ежедневного рациона советских граждан.
Кухня характеризуется определённым количеством продуктов и упрощённой рецептурой приготовления пищи. Блюда этой кухни осваивались не только домохозяйками, но и были распространены в столовых по всей стране. Она стала неотъемлемой частью домашней кухни и использовалась параллельно с национальными блюдами, особенно в крупных городах. В общем и целом советская кухня формировалась советскими привычками в еде и разной доступностью продуктов в большинстве районов СССР. Большинство блюд были упрощёнными вариантами блюд русской, кавказской, французской и австро-венгерской кухонь.
В процессе создания новой кухни нарком пищевой промышленности Анастас Микоян сыграл огромную роль.
В 1936 году он посетил США, где провёл два месяца, чтобы ознакомиться с американским опытом в пищевой промышленности и индустрии массового питания. В 1930-х годах в СССР началось строительство современных предприятий пищевой промышленности, в том числе для производства молочных продуктов, мясных продуктов, консервированной рыбы, мяса, овощей и фруктов, сгущенного молока.
В 1939 году вышло первое издание иллюстрированной поваренной книги с названием «Книга о вкусной и здоровой пище». В книге отмечалась важность здорового питания, она содержала основную информацию о продуктах питания, практические советы по организации работы на кухне и сервировке стола, образцовое меню на все времена года и многочисленные рецепты.

## Примеры блюд и кулинарных изделий

### Салатыизакуски
- Рыба под маринадом
- Винегрет
- Витаминный салат
- Квашеная капуста, капуста провансаль
- Яйца под майонезом
- Горошек консервированный
- Праздничные салаты: оливье, мимоза, сельдь под шубой
- Салат «Весна»
- Салат «Ташкент»

### Первые блюда
- Борщ
- Гороховый суп
- Рассольник
- Солянка
- Харчо
- Окрошка
- Щавелевый суп
- Щи

### Вторые блюда
- Котлеты[2] (см. Микояновская котлета)
- Голубцы
- Пельмени
- Макароны по-флотски
- Гуляш
- Плов
- Шашлык
- Холодец
- Жареная рыба
- Гарниры:
  - Макароны
  - Картофельное пюре
  - Гречневая каша
  - Рисовая каша

### Кондитерские изделия
- Торты: Прага, Киевский, Наполеон, Чародейка
- Пирожные: Картошка, Корзиночка, Муравейник
- Кексы: Столичный, Свердловский, Уфимский

Шоколадные изделия:
- Алёнка, гематоген

Восточные сладости:
- Сахаристые: Халва, Щербет
- Мучные: Курабье бакинское, Шакер чурек, Земелах и Кихелах (национальное печенье евреев-ашкеназов[5])

### Хлебобулочные изделия
- Хлеб Дарницкий
- Батон нарезной
- Плюшка Московская
- Булочка детская
- Армянский домашний хлеб
- Лаваш

## Заготовки
В условиях дефицита в продаже некоторых продуктов (качественной консервации, свежих фруктов и овощей), закрутки выручали многие домохозяйства. Заготовки, издавна присущие русской кухне, получили новый импульс в советское время в 60-70-е годы, когда советские граждане стали получать землю под дачные участки. Советская кухня стала немыслима без квашеных, солёных помидоров и огурцов, "салатов на зиму", закуски "огонёк", различного варенья, рецепты которых развивались и обогащались.

## Напитки

#### Безалкогольные
Безалкогольные напитки, производимые пищевой промышленностью СССР были очень популярны среди советских граждан. В стране производили их в огромном ассортименте, в частности известные со времён Российской империи «Воды Лагидзе»: «Тархун», «Крем-сода», «Лимонад», а также «Буратино», «Саяны», «Байкал», «Колокольчик», «Дюшес», «Ситро».

Для производства газированных напитков в домашних условиях в продаже имелись сифоны и баллончики с углекислотой для них, также существовали районные пункты заправки сифонов углекислотой. На улицах советских городов круглый год стояли стационарные автоматы по продаже газированной воды, а в тёплое время по районам развозились передвижные бочки с квасом. Помимо газированных напитков в широкой продаже имелись натуральные соки в двухсотпятидесятиграммовых и трёхлитровых банках.

#### Алкогольные
- Советское шампанское
- Список наливок, производившихся в СССР
- Список пуншей, производившихся в СССР
- Самогон